# Monoki István (bibliográfus)
Monoki István, idősb (Derestye, 1887. december 11. – Kolozsvár, 1963. augusztus 14.) erdélyi magyar bibliográfus. Fia Monoki István (1925) orvosi szakíró.

## Életútja
A brassói főreáliskolában érettségizett, a kolozsvári Magyar Királyi Ferenc József Tudományegyetemen matematika-fizika szakos tanári oklevelet (1914) szerzett. Negyven éven át a kolozsvári Egyetemi Könyvtár tisztviselője. Igazgatói címmel vonult nyugalomba, de haláláig továbbra is a kolozsvári és marosvásárhelyi közgyűjteményekkel foglalkozott. A két világháború közötti időszak romániai magyar könyvtermelésének repertóriumán dolgozott, s a Román Akadémia felkérésére bekapcsolódott a romániai közgyűjteményekben fellelhető külföldi tudományos és műszaki időszaki sajtótermékek kollektív katalógusának előkészítésébe. Ügyszeretete és tudományos megbízhatósága révén valóságos művészetté emelte a könyvészet látszólag gépies foglalatosságát.

## Művei
- Romániában az 1935. évben megjelent román-magyar és magyar időszaki sajtótermékek címjegyzéke; Minerva, Cluj [Kolozsvár], 1936 (Erdélyi Tudományos Füzetek, 90.)
- A magyar időszaki sajtó a román uralom alatt, 1919-1940; MNM, Bp., 1941 (Magyarország időszaki sajtójának könyvészete)
- Magyar könyvtermelés a román uralom alatt, 1919-1940. 2. Hírlapok és folyóiratok; OSZK, Bp., 1941 (Magyar könyvészet)
- A régi székhelyére visszatért Kolozsvári M. Kir. Ferenc József-Tudományegyetem nyilvános rendes és rendkívüli tanárainak kolozsvári működésük megkezdése előtt kifejtett tudományos munkássága; szerk Monoki István; kiad a Magyar Királyi Ferenc József-Tudományegyetem, Kolozsvár, 1944 (Acta Universitatis Litterarum Regiae Hungaricae Francisco-Josephinae annorum 1940-41)
- Magyar könyvtermelés Romániában, 1919-1940; összeáll. Monoki István, sajtó alá rend. Dávid Gyula és Jancsik Pál; Erdélyi Múzeum-Egyesület–Országos Széchényi Könyvtár, Kolozsvár–Bp., 1997
- Kéziratban maradt a 15000 adatot tartalmazó Romániai írók álnév-lexikona.